# 10 tháng 11
Ngày 10 tháng 11 là ngày thứ 314 (315 trong năm nhuận) trong lịch Gregory. Còn 51 ngày trong năm.

## Sự kiện
- 621 – Tùy mạt Đường sơ: Lương Đế Tiêu Tiển hạ lệnh mở cổng thành Giang Lăng đầu hàng quân Đường.
- 1038 – Thủ lĩnh tộc Đảng Hạng Lý Nguyên Hạo thoát ly triều Tống, lên ngôi hoàng đế, lập quốc "Đại Hạ", sử gọi là Tây Hạ.
- 1293 – Sau khi đẩy lui quân Nguyên, Raden Wijaya trở thành quân chủ đầu tiên của Majapahit trên đảo Java.
- 1444 – Trong Trận Varna, Thập tự quân dưới quyền Quốc vương Władysław III chiến bại trước quân Ottoman của Sultan Murad II, quốc vương Władysław III cũng tử chiến.
- 1775 – Thủy quân lục chiến Hoa Kỳ bắt đầu hình thành khi Đệ nhị Quốc hội Lục địa quyết định thành lập các tiểu đoàn Thủy quân lục chiến Lục địa trong Cách mạng Mỹ.
- 1871 – Henry Morton Stanley tìm được nhà truyền giáo và nhà thám hiểm bị mất tích David Livingstone gần hồ Tanganyika thuộc Tanzania hiện nay.
- 1945 – Cách mạng Dân tộc Indonesia: Quân Anh mở cuộc tấn công lực lượng Cộng hòa Indonesia tại thành phố Surabaya.
- 1983 – Microsoft lần đầu phát hành hệ điều hành Windows 1.0, là phiên bản đầu tiên của dòng Microsoft Windows.
- 1989 – Nhà lãnh đạo lâu năm của Cộng hòa Nhân dân Bulgaria Todor Hristov Zhivkov từ chức do áp lực từ các thành viên cấp cao khác trong Đảng C
- 2010 – Đặng Nhật Minh trở thành đạo diễn Việt Nam đầu tiên được Viện Hàn lâm Khoa học và Nghệ thuật Điện ảnh Hoa Kỳ vinh danh vì những cống hiến cho sự nghiệp điện ảnh.[1][2][3]

## Sinh
- 1790 – Jean René Constant Quoy, nhà động vật học và giải phẫu học người Pháp (m. 1869).
- 1965 – Jonas Åkerlund, đạo diễn người Thụy Điển
- 1978 – Nadine Angerer, cầu thủ bóng đá người Đức
- 1983 - Văn Công Viễn, đạo diễn, nhà biên kịch, sản xuất phim người Việt Nam
- 1985 - Lã Thanh Huyền, diễn viên, người dẫn chương trình, người mẫu và doanh nhân Việt Nam
- 1997 – Daniel James, cầu thủ bóng đá người xứ Wales
- 1999 – João Félix, cầu thủ bóng đá người Bồ Đào Nha

## Mất
- 1909 – Nguyễn Phúc Trinh Tĩnh, phong hiệu Bái Trạch Công chúa, công chúa con vua Minh Mạng (s. 1839).
- 1946 – Nguyễn Văn Thinh, Thủ tướng Nam Kỳ quốc tự sát.
- 1971 – Nguyễn Văn Bông, Viện trưởng Học viện Quốc gia Hành chánh bị đặc công Mặt trận Dân tộc Giải phóng miền Nam Việt Nam ném bom ám sát ở Sài Gòn.